# Cape Range nationalpark
Cape Range nationalpark är en nationalpark i Western Australia (Australien), 1105 km norr om Perth.
Nationalparken, som bildades 1964, är 510 km² och går längs västra sidan av halvön North West Cape. Närmsta stad är Exmouth. Alldeles utanför kusten ligger Ningaloorevet.
Området uppstod genom en gradvis upphöjning från havsbottnen följd av varierande vattennivåer, vind och vattenerosion som långsamt eroderat ner berget och lämnat efter sig en kedja av sandstensklippor, djupa kanjoner och orörda stränder.
Udden är den enda upphöjda platån av sandsten på nordvästra kusten. Bergskedjan har platåer upp emot 314 meters höjd och utgör ryggraden av halvön som sträcker sig så långt bort som till North West Cape.
Yardie Creek är en spektakulär trång klyfta där vattnet fångas av en sandbank.
Över 700 grottor ligger i parken och det finns troligen många fler som ännu inte upptäckts. Över 630 arter vildblommor finns i parken som normalt blommar i slutet av vintern, däribland Fågelblomma och Sturts Desert Pea.
Området låg under så kallad "pastoral lease" i början av 1876 då J Brockman acquired leases i området omfattande North West Cape för att hålla boskap där. Brockman sålde delar av sitt arrende 1888 till ornitologen Thomas Carter, inklusive Yardie Creek och Ningaloo station. Området blev nationalpark 1964 och området utanför kusten, Ningaloo Marine Park, blev nationalpark 1987.
En rik flora och fauna finns i nationalparken. Floran inkluderar arter som mangrove, akacia, spinifex, grevillea, verticordia, eukalyptus och minilyalilja. Faunan i parken inkluderar klippkänguruer, röd jättekänguruer, emuer, östlig vallaro, 100 olika fågelarter och 80 reptilarter.

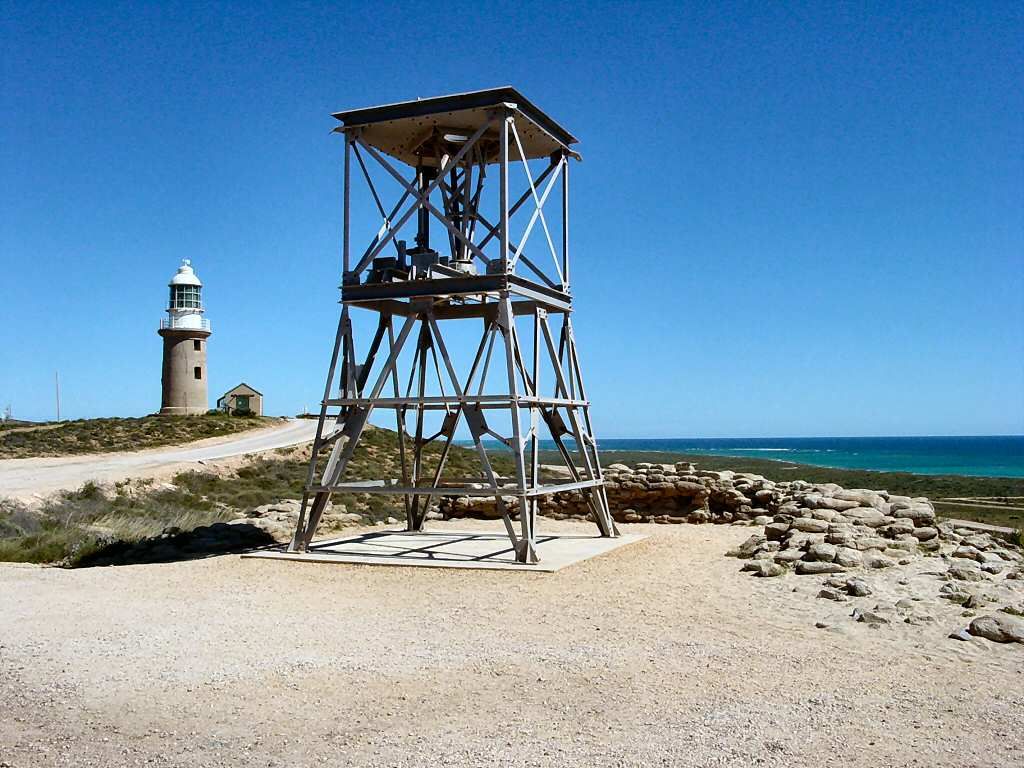
En gammal luftvärnskanon med fyrtornet där bakom
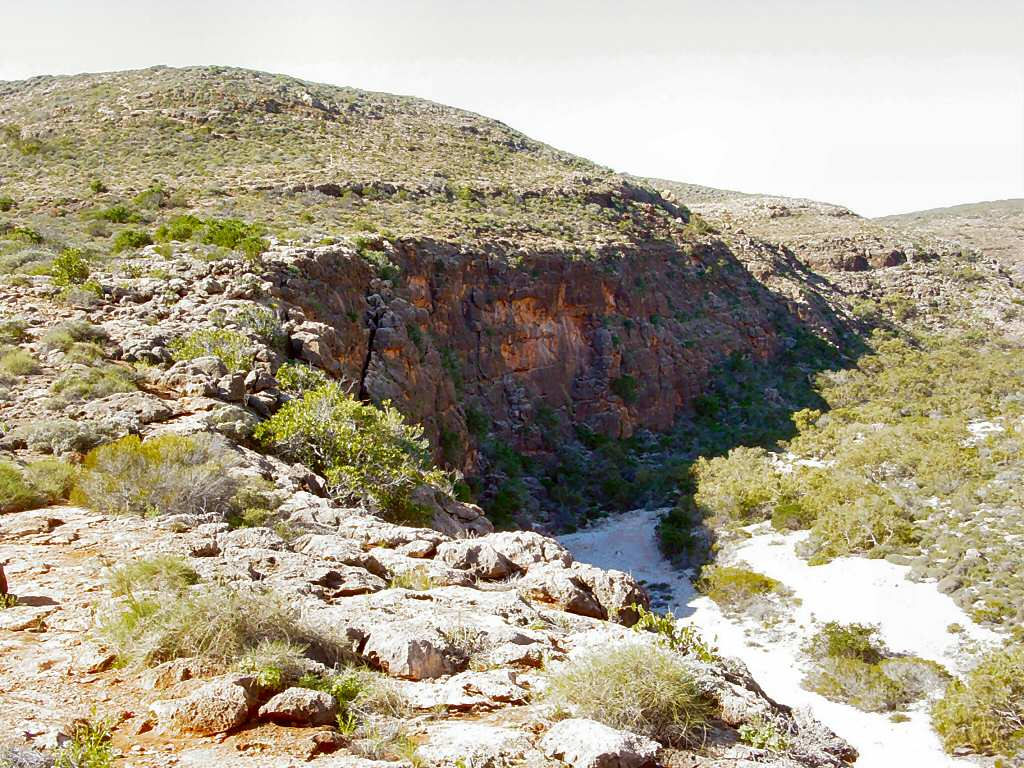
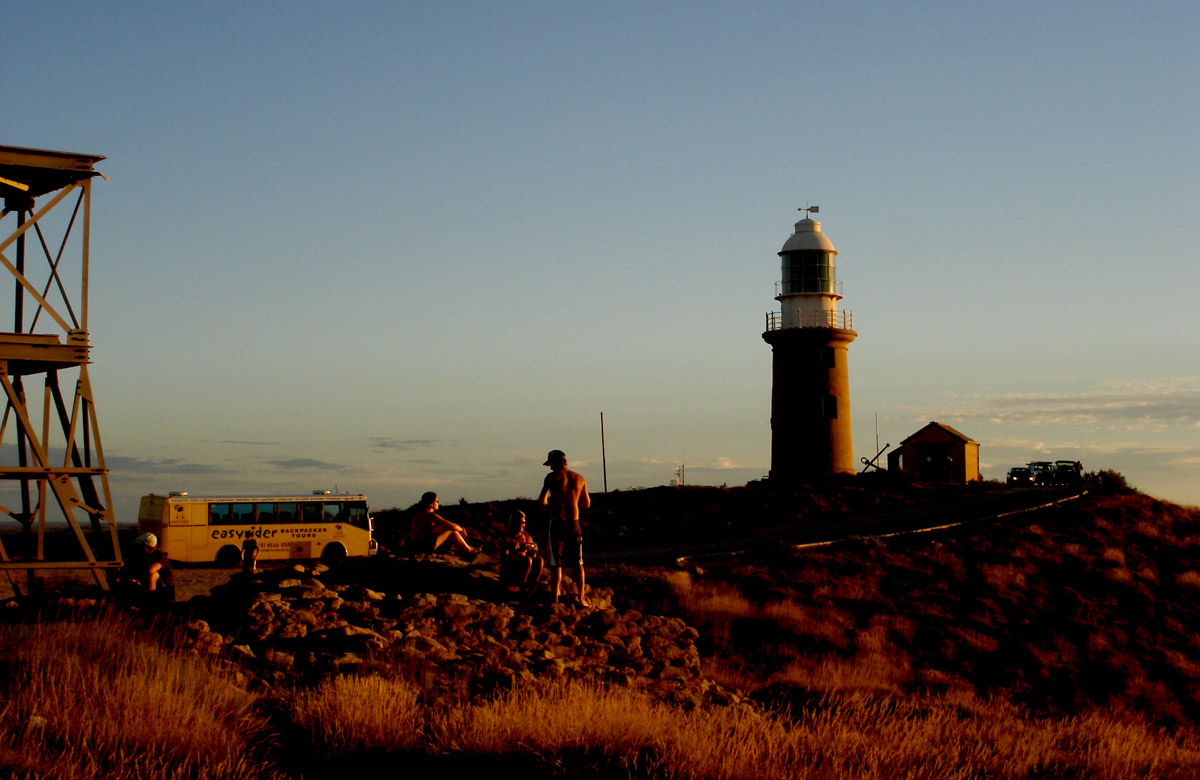
Fyrtornet i skymningen
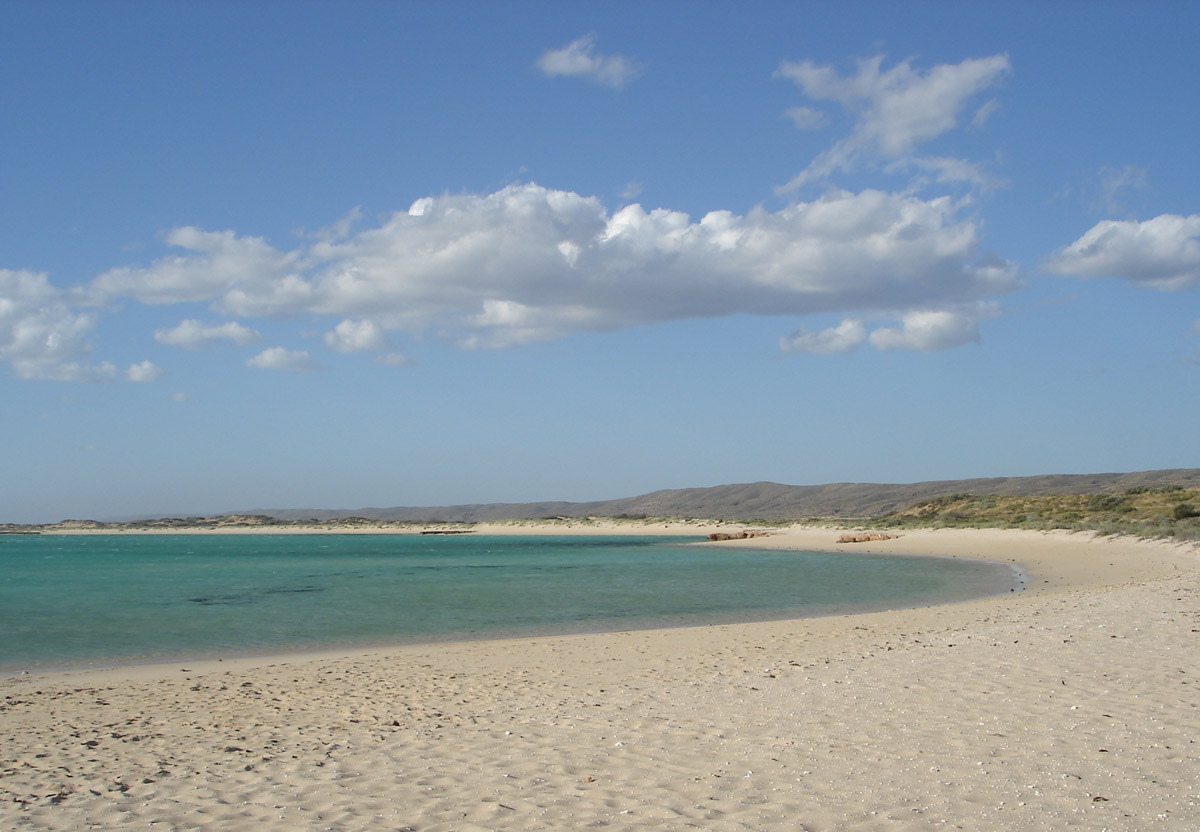
En strand i Cape Range
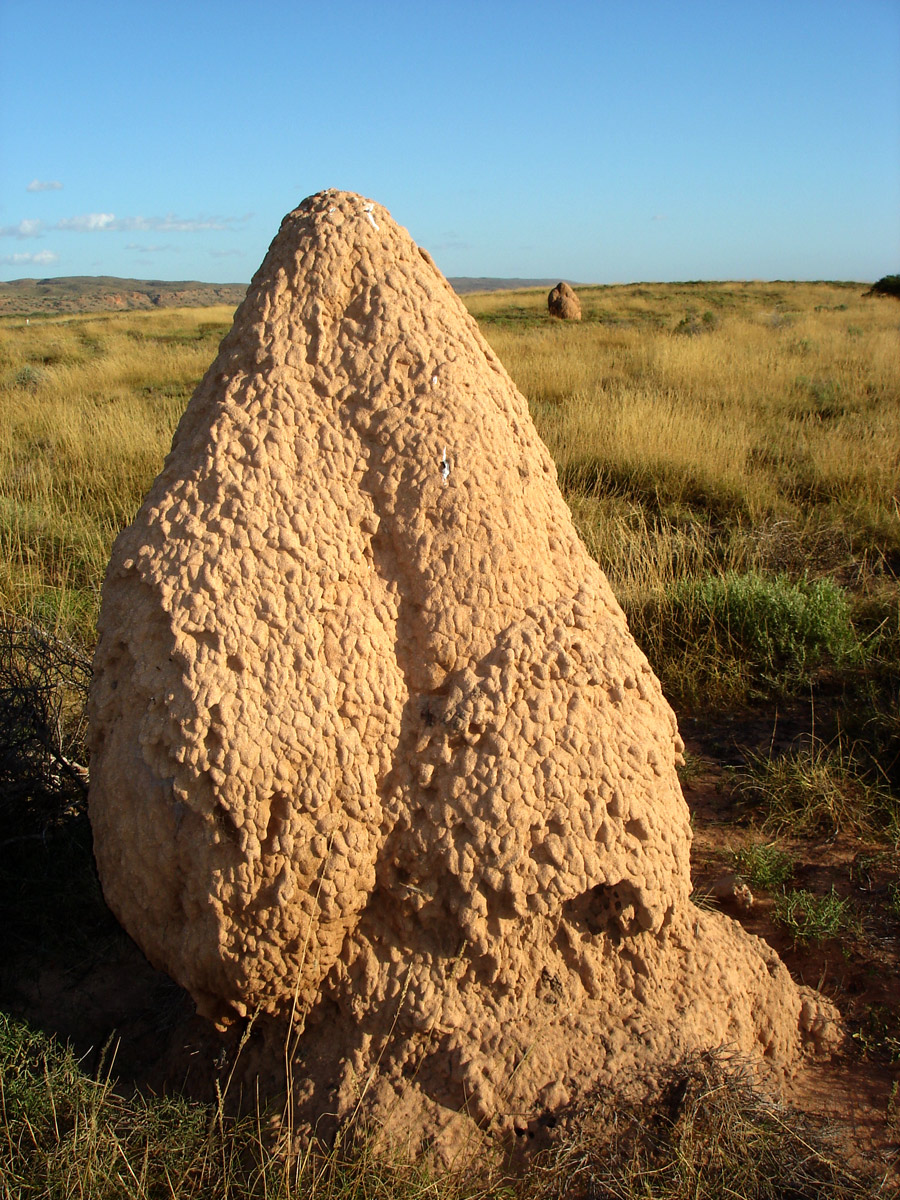
En av de otaliga termitkullarna
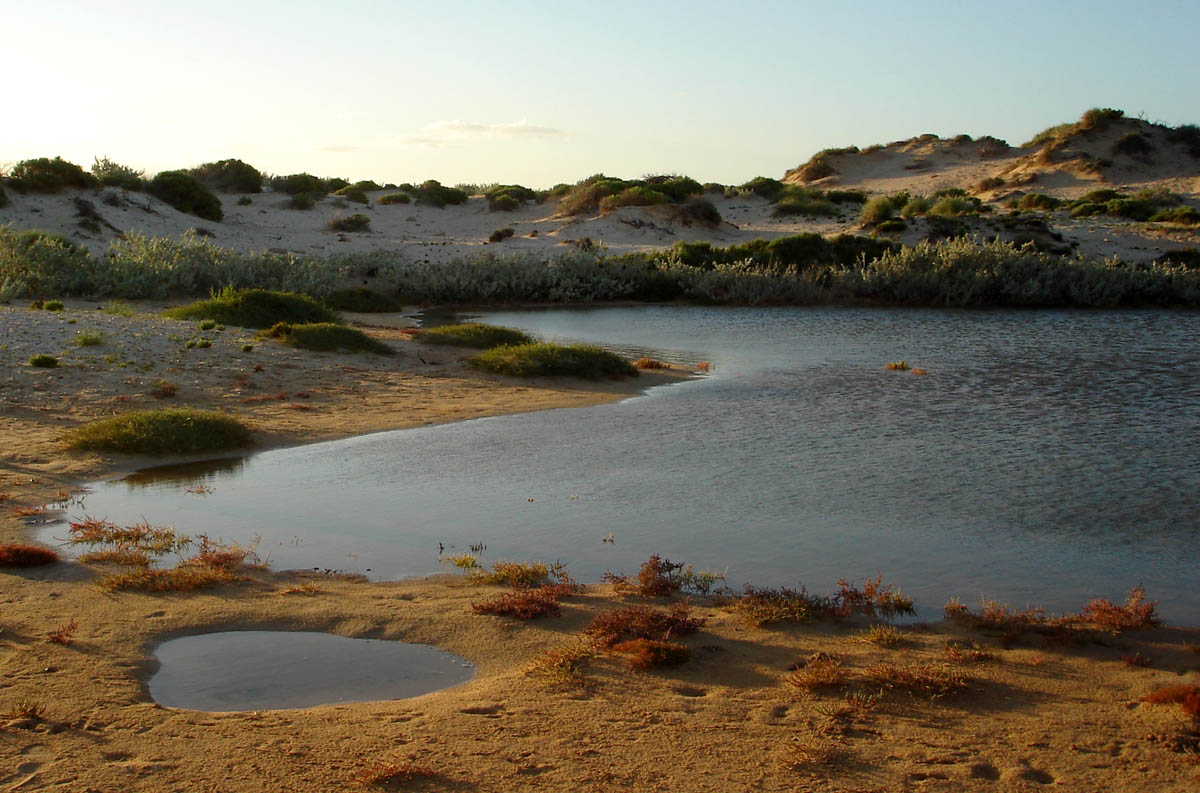

## Världsarvstatus
Den 1 juli 2008 sattes Cape Range tillsammans med Ningaloorevet uppsatt på Australiens lista över tentativa världsarvmed namnet Ningalookusten och 2011 blev detta ett världsarv .